# Tshekardocoleoidea
Tshekardocoleoidea é uma superfamília extinta de coleópteros, do período Permiano ao Jurássico, com distribuição na Europa e Ásia.

## Famílias
- Tshekardocoleidae Rohdendorf, 1944
- Labradorocoleidae Ponomarenko, 1969
- Oborocoleidae